# Грейвз, Дэвид Бибб
Дэвид Бибб Грейвз (англ. David Bibb Graves) (1 апреля 1873 — 14 марта 1942) — американский политик-прогрессивист, который был 38-м губернатором Алабамы в 1920-е годы, а затем был избран повторно в годы Великой депрессии. Во второй срок он активно поддержал политику Нового курса президента Рузвельта. Грейвз был известен многочисленными прогрессивистскими реформами, но одновременно принадлежал к монтгомерийской ячейке Ку-Клукс-Клана. Его жена Дикси Биб Грейвз стала первой женщиной-сенатором от штата Алабама.

## Ранние годы
Грейвс родился в 1873 году в округе Монтгомери, в семье Дэвида и Мэтти Грейвз, потомков мигрантов из Уэльса. Его детство прошло в Техасе, где он окончил школу, а потом вернулся в Алабаму, где поступил в Алабамский университет, где был членом студенческого общества Phi Beta Kappa. Он окончил университет в 1893 году и некоторое время изучал право в Техасском университете. Оттуда он перевёлся в Йельскую школу права, которую он окончил в 1896, получив степень бакалавра права. Он переселился в Монтгомери, где открыл юридическую практику.
В 1898 году Грейвз был впервые был избран в Палату представителей Алабамы, где прослужил два срока: в 1898—1899 и 1900—1901 годах. В 1900 годах он женился на своей двоюродной сестре Дикси Бибб. В эти годы он присоединился к прогрессивистам, поддерживал губернаторов Джозефа Джонсона и Брэкстона Камера, и выступал против принятия Алабамской конституции 1901 года. В 1904 году он участвовал в выборах в Конгресс США от 2-го конгрессионального округа, но потерпел неудачу. В том же году он помогал Комеру в его предвыборной кампании.